# Stictophacidium
Stictophacidium — рід грибів родини Stictidaceae. Назва вперше опублікована 1888 року.

## Класифікація
Згідно з базою MycoBank до роду Stictophacidium відносять 3 офіційно визнані види:
- Stictophacidium araucariae
- Stictophacidium carniolicum
- Stictophacidium rehmianum